# Nis Petersen
Nis Petersen (Vamdrup, 22 gennaio 1897 – Laven, 9 marzo 1943) è stato uno scrittore danese.
Iniziò a lavorare presso una farmacia, ma l'ambiente familiare non ricettivo alla sua sensibilità artistica gli fece cambiare mestiere molte volte, vagabondando di paese in paese. La sua prima opera in versi fu davvero sorprendente e ben accolta: Pifferai notturni, del 1926, ebbe un buon successo di critica e di pubblico. 
Ad esso seguì dopo pochi anni Il vicolo dei sandalai, romanzo ambientato nella Roma antica di Marco Aurelio, in cui gli avvenimenti narrati pongono in primo piano che le gioie e i dolori degli uomini sono in fondo gli stessi, indipendentemente dal tempo in cui si vive. Il libro ebbe un tale successo da essere in breve tradotto anche all'estero. 
Infine, degna di menzione, l'antologia di poesie Un gruppo di versi, del 1933, caratterizzato da una scansione e un ritmo dei versi classico e tradizionale.

## Opere
- Nattens pibere - Pifferai notturni, antologia, 1926
- Sandalmagernes gade - Il vicolo dei sandalai, romanzo, 1931
- Un gruppo di versi, antologia del 1933
- Split maelk - Latte versato, romanzo sulla guerra civile irlandese del 1921, scritto nel 1934
- Til en dronning -  A una regina, antologia, 1935
- Stynede popler - Pioppi mozzati, antologia, 1943